# Geografen
Geografen är en oljemålning av Johannes Vermeer från 1669.

## Beskrivning av målningen
Geografen är troligen, liksom den liknande och något år äldre Astronomen, ett beställningsverk. Vem som i så fall beställt dem är oklart, men en utpekad kandidat är Antony van Leeuwenhoek, i Delft, vilken också skulle ha kunnat vara modell i bägge målningarna. 
Målningen beskriver en ung man som står i ett arbetsrum och forskande ser mot fönstret, med vänster hand på en bok och med en passare i höger hand. Han är omgiven av kartor, sjökort, böcker och en glob och klädd i en lärds innerock i blått med bräm i rött.
På väggen bakom geografen hänger ett sjökort över Europas kuster, ritad av Willem Janszoon Blaeu och på ett högt träskåp står en jordglob från 1600 av Jodocus Hondius i Amsterdam.

## AstronomenochGeografenmöjliga pendanger
De två målningarna, nästan lika stora till formatet, har många likheter och det finns skäl att anta att de har varit pendanger, avsedda att hänga bredvid varandra. De har också haft samma ägare under sina första drygt hundra år.

## Proveniens
Till 1797 har ägandeskapet av Geografen följts åt med ägandet av Astronomen. 
De förste ägarna kan ha varit ämbetsmannen Adriaen Paets (1631–86) i Rotterdam till 1686, och efter honom sonen, ämbetsmannen och konstmecenaten Adriaen Paets (1657–1712) i Rotterdam. Efter den senares död 1712 såldes målningen 1713 till konsthandlaren Hendrick Sorgh (1666–1720) i Amsterdam. Efter dennes död 1720 såldes målningen och hamnade då eller något senare hos köpmannen Govert Looten (1668–1727) i Amsterdam. Den såldes efter den senares död 1729 till konstsamlaren Jacob Crammer Simonszon (1725–78) i Amsterdam.
Efter Crammers Simonszons död såldes målningen 1778 för att hamna hos bankiren Jean Etiènne Fizeaux (1707–80) i Amsterdam, och efter dennes död 1780 hos änkan till 1785. Hon avyttrade den via konstnären och konsthandlaren Pieter Fouquet (1729–1800) i Amsterdam. Sannolikt köptes den av grosshandlaren och Vermeer-entusiasten Jan Danser Nijmans (omkring 1755–97), vilken är belagd som ägare 1794.
I augusti 1797 såldes målningen, nu separerad från Astronomen, på auktionen efter Jan Danser Nijman i Amsterdam till tryckaren Christian Josi (1768–1828) i Amsterdam och London. Samma år såldes den vidare till Arnoud de Lange i Amsterdam (död 1803). Under första hälften av 1800-talet ägdes målningen av olika ägare i Nederländerna för att hamna i Frankrike under 1860-talet. År 1875 såldes den till prins Demidoff di San Donato, år 1880 såldes den vidare till Adolf Josef Bösch i Wien, och 1885 köptes den slutligen av Städelsches Kunstinstitut i Frankfurt am Main.